# Віскі сауер

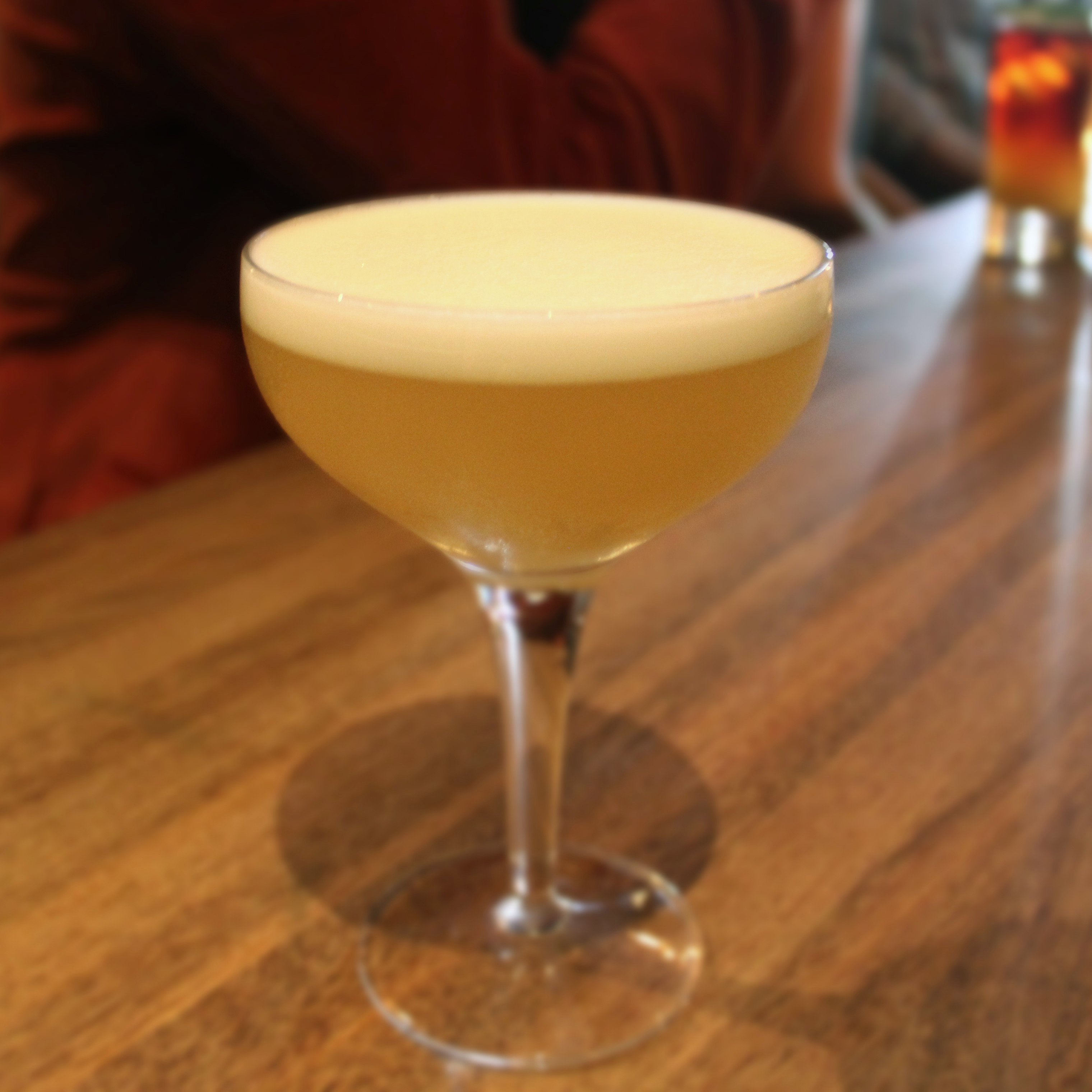
Коктейль «Віскі сауер»

Віскі сауер (англ. Whiskey sour) — сауер коктейль на основі віскі. Назва походить від спиртного напою віскі, який є основним інгредієнтом коктейлю, а термін сауер вказує на кислий сік цитрусових та наявність компонентів, які підсолоджують. Коктейль «Віскі сауер» являє собою змішаний напій, що містить віскі (частіше бурбон), лимонний сік та цукор, крім того, за бажанням, може бути додана невелика кількість яєчного білка. Варіант коктейлю з додаванням яєчного білка іноді називають «Бостон сауер» (англ. Boston Sour) і готують для тих, хто не відчуває релігійних проблем та не має алергічної реакції на курячий білок. Належить до офіційних напоїв Міжнародної асоціації барменів (IBA), категорія «Незабутні» (англ. The Unforgettables).

## Спосіб приготування
Змішайте всі інгредієнти в шейкері і злегка збовтайте. Додайте лід і збовтайте сильніше. Розлийте в охолоджений келих або поверх льоду в стакан.
Склад коктейлю «Whiskey sour»:
- бурбон — 45 мл (4,5 cl),
- лимонний сік — 30 мл (3 cl),
- цукровий сироп — 15 мл (1,5 cl),
- деш (крапля) яєчного білка або яєчного порошку (на свій смак).